# Julian Pörksen
Julian Pörksen (* 1985 in Freiburg) ist ein deutscher Autor, Regisseur und Dramaturg.

## Leben
Pörksen arbeitete als Assistent für Christoph Schlingensief, studierte Germanistik, Geschichte und Philosophie an der Freien Universität Berlin und anschließend Dramaturgie in Leipzig. Seither schrieb er ein Sachbuch, mehrere Theaterstücke sowie Drehbücher, welche er als Regisseur realisierte. Sein Filmdebüt Sometimes we sit and think and sometimes we just sit feierte 2012 auf der Berlinale Premiere (Perspektive Deutsches Kino). 2013 erschien sein Essay Verschwende Deine Zeit, inzwischen liegt die dritte Auflage vor und wurde ins Englische übersetzt. 2016 publizierte er das Stückebuch Wir wollen Plankton sein. Das titelgebende Stück wurde 2017 am Schauspiel Köln uraufgeführt. Im gleichen Jahr erschien die Spiele-App The Ultimate Game.
Pörksens erster Langspielfilm, das Roadmovie Whatever Happens Next, wurde 2018 auf der Berlinale uraufgeführt. Er handelt von einem Aussteiger und Taugenichts, der aus seinem alten Leben verschwindet und sich fortan ganz dem Zufall überlässt. Pörksens Debüt erhielt positive Kritiken. Auf dem Filmkunstfest Mecklenburg-Vorpommern gewann Pörksen für Whatever Happens Next den mit 4.000 Euro dotierten Förderpreis der DEFA-Stiftung. Im Januar 2019 debütierte Julian Pörksen mit seinem Stück La bella confusione als Theaterregisseur am Schauspiel Köln. 2019 wurde er mit dem Kompagnon-Förderpreis der Berlinale ausgezeichnet. Für den Essay Flüchtigkeit wurde ihm im gleichen Jahr der Ivan-Illich-Preis verliehen. Bei den Serien Aus dem Tagebuch eines Uber Fahrers und Tilo Neumann & das Universum übernahm er die Regie. 2020 erschien der Erzählungsband Brief an die Kanzlerin. Episoden aus dem stillgelegten Leben im Alexander Verlag. Die Serie Liebes Kind erschien 2023 auf Netflix und wurde zu einem internationalen Erfolg.

## Veröffentlichungen
2013 veröffentlichte er im Berliner Alexander Verlag das Buch Verschwende Deine Zeit. Ein Plädoyer. Das Vorwort schrieb der Dramaturg Carl Hegemann. In dem Buch, das sich mit den gegenwärtigen Diskursen um Schnelllebigkeit und Entschleunigung um die Leistungs- und die Müdigkeitsgesellschaft dreht, und die sich in zahllosen Publikationen oder Diskussionsrunden in Radio- und Fernsehsendungen niederschlägt, sowie um die Frage, wie sich die Kunst der Ökonomisierung unserer Welt und dem „Nützlichkeitsparadigma“ entziehen kann.

### Buch
- Brief an die Kanzlerin. Episoden aus dem stillgelegten Leben. Alexander Verlag, Berlin 2020, ISBN 978-3-89581-534-8.
- Flüchtigkeit. Essay. In: Marianne Gronemeyer, Reimer Gronemeyer, Charlotte Jurk, Marcus Jurk, Manuel Pensé (Hrsg.): Aber ich will nicht in diese Welt gehören... Beiträge zu einem konvivialen Denken nach Ivan Illich. 2019, ISBN 978-3-8376-4903-1.

- Verschwende Deine Zeit. Ein Plädoyer. Mit einem Vorwort von Carl Hegemann. Alexander Verlag, Berlin 2012, ISBN 978-3-89581-309-2.
- Wir wollen Plankton sein. Zwei Theaterstücke. Mit einem Nachwort von Carl Hegemann. Alexander Verlag, Berlin 2016, ISBN 978-3-89581-365-8.
- Waste Your Time. A Plea. Translated by Robert Goodwin. Alexander Verlag, Berlin 2018, ISBN 978-3-89581-448-8.

### Theater
- La bella confusione. Theaterstück (Text und Regie: Julian Pörksen, UA: Schauspiel Köln, 2019)
- Doing things with words. Theaterstück, 2015
- Wir wollen Plankton sein. Theaterstück, 2015 (UA: Schauspiel Köln, 2017)

### Film / Serie
- Liebes Kind. Serie, Netflix, 2023 (Drehbuch, Regie)
- Tilo Neumann und das Universum. Serie. TVNow, 2021 (Regie)
- Aus dem Tagebuch eines Uber Fahrers. Serie. Joyn, 2019 (Regie)[16]
- Whatever Happens Next (Drehbuch, Regie). Spielfilm, 2018
- Sometimes we sit and think and sometimes we just sit. Kurzfilm (Drehbuch, Regie, Produktion), 2012

### Spiele
- The Ultimate Game. 2017

## Auszeichnungen
- Förderpreis der DEFA-Stiftung (für Whatever Happens Next)
- Kompagnon-Förderpreis (Berlinale 2019)
- Ivan Illich-Preis 2019 (für den Essay Flüchtigkeit)